# Prebitz
Prebitz település Németországban, azon belül Bajorországban. Lakosainak száma 956 fő (2023. december 31.).

## Népesség
A település népessége az elmúlt években az alábbi módon változott:
| Lakosok száma | 1306 | 1425 | 1100 | 979  | 1011 | 1007 | 1012 | 1000 | 991  | 956  |
|               | 1875 | 1950 | 1975 | 1987 | 2012 | 2014 | 2016 | 2017 | 2021 | 2023 |